# Acacia sousae
Acacia sousae är en ärtväxtart som beskrevs av Maria de Lourdes Rico. Acacia sousae ingår i släktet akacior, och familjen ärtväxter. Inga underarter finns listade i Catalogue of Life.